# AC Ace

O AC Ace é um roadster desportivo britânico construído pela empresa AC Cars de Thames Ditton, Inglaterra. Foi apresentado no Salão de Londres de 1953.

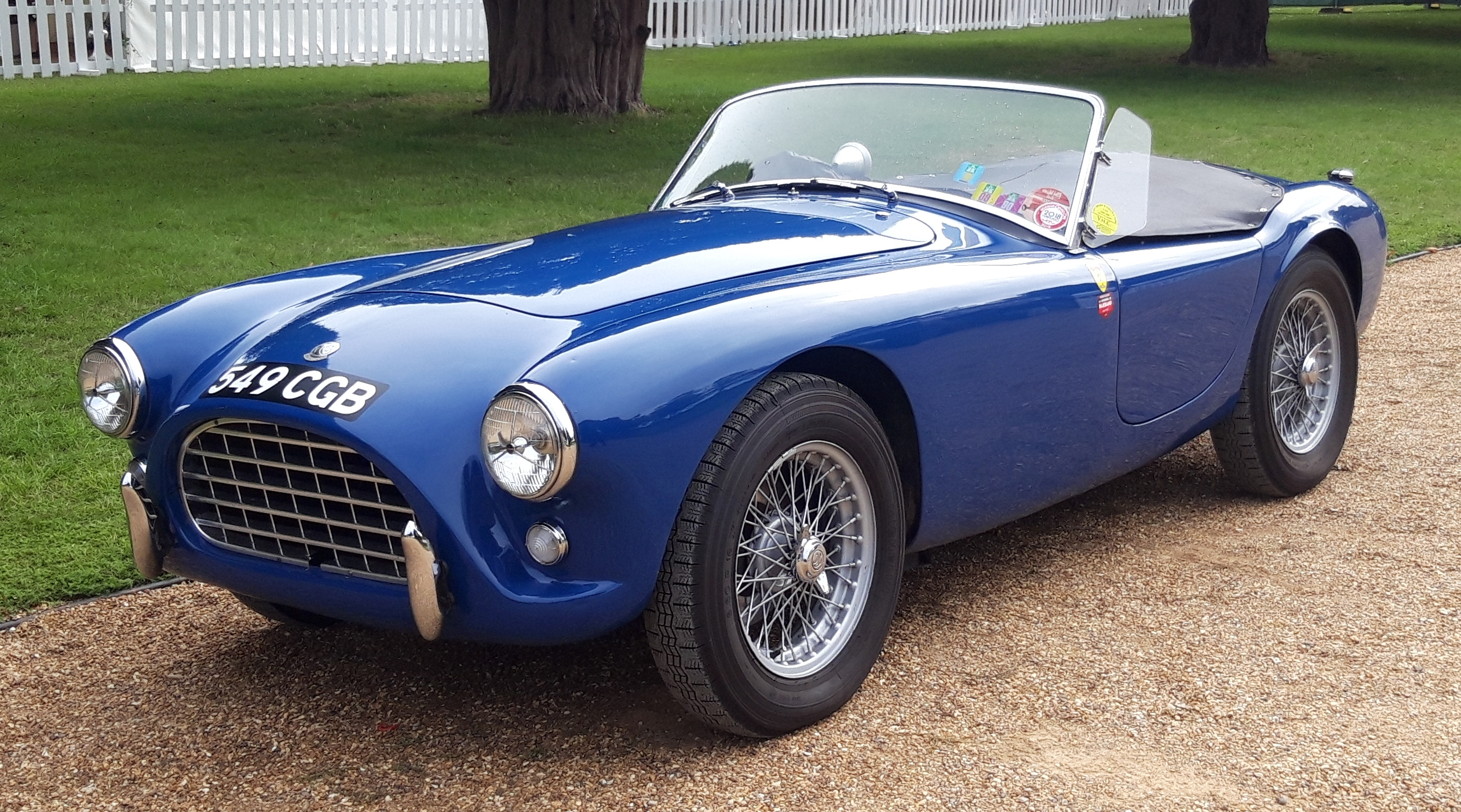
AC Ace Bristol de 1960
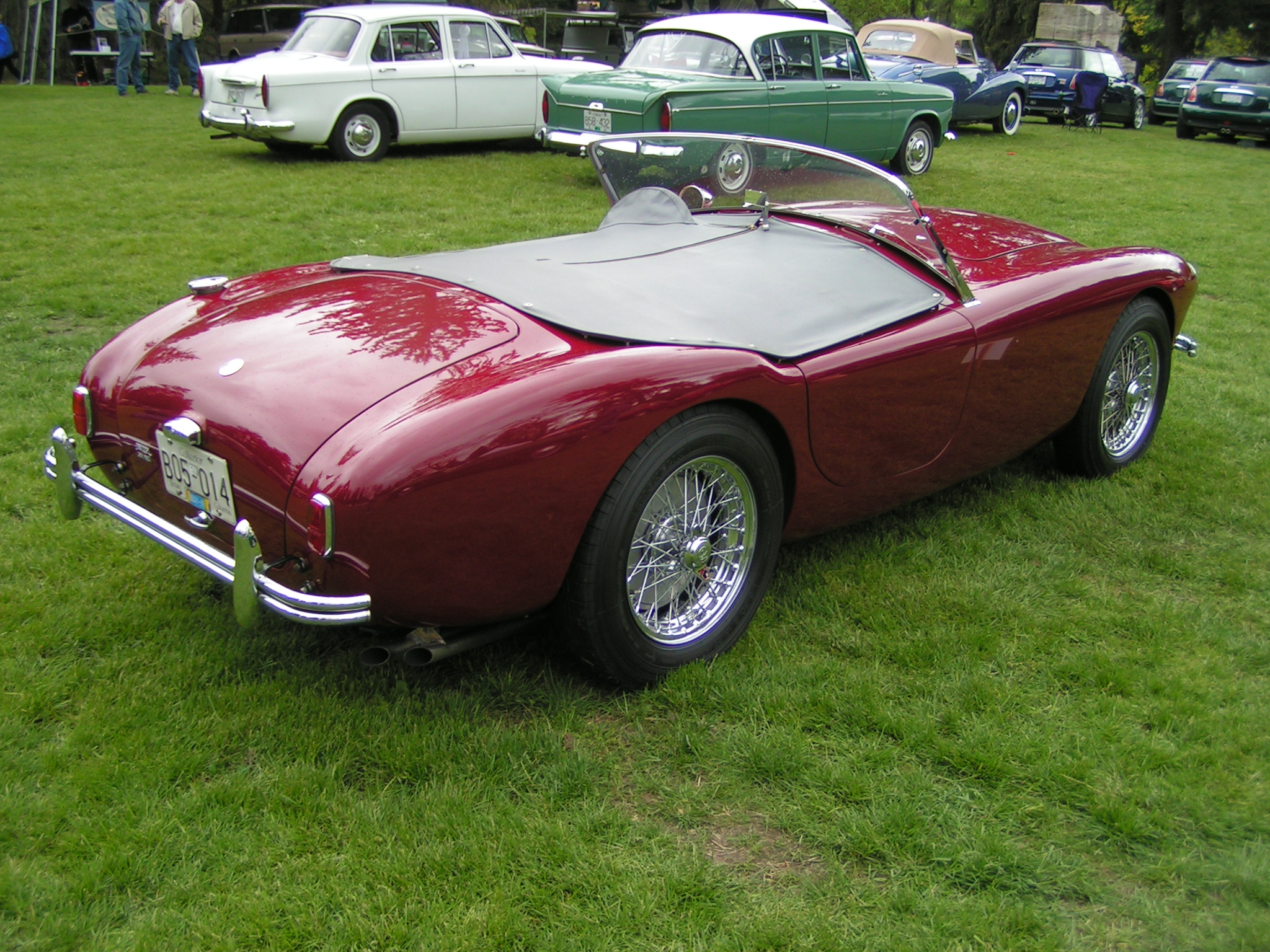

## Historia
Após alguns anos dedicada ao fabrico do AC Cars 2-Litre, a fábrica britânica decide apostar numa gama de automóveis desportivos. Para isso recorre a John Tojeiro que desenvolve um roadster de 2 lugares com chassis tubular e suspensão independente nas 4 rodas.

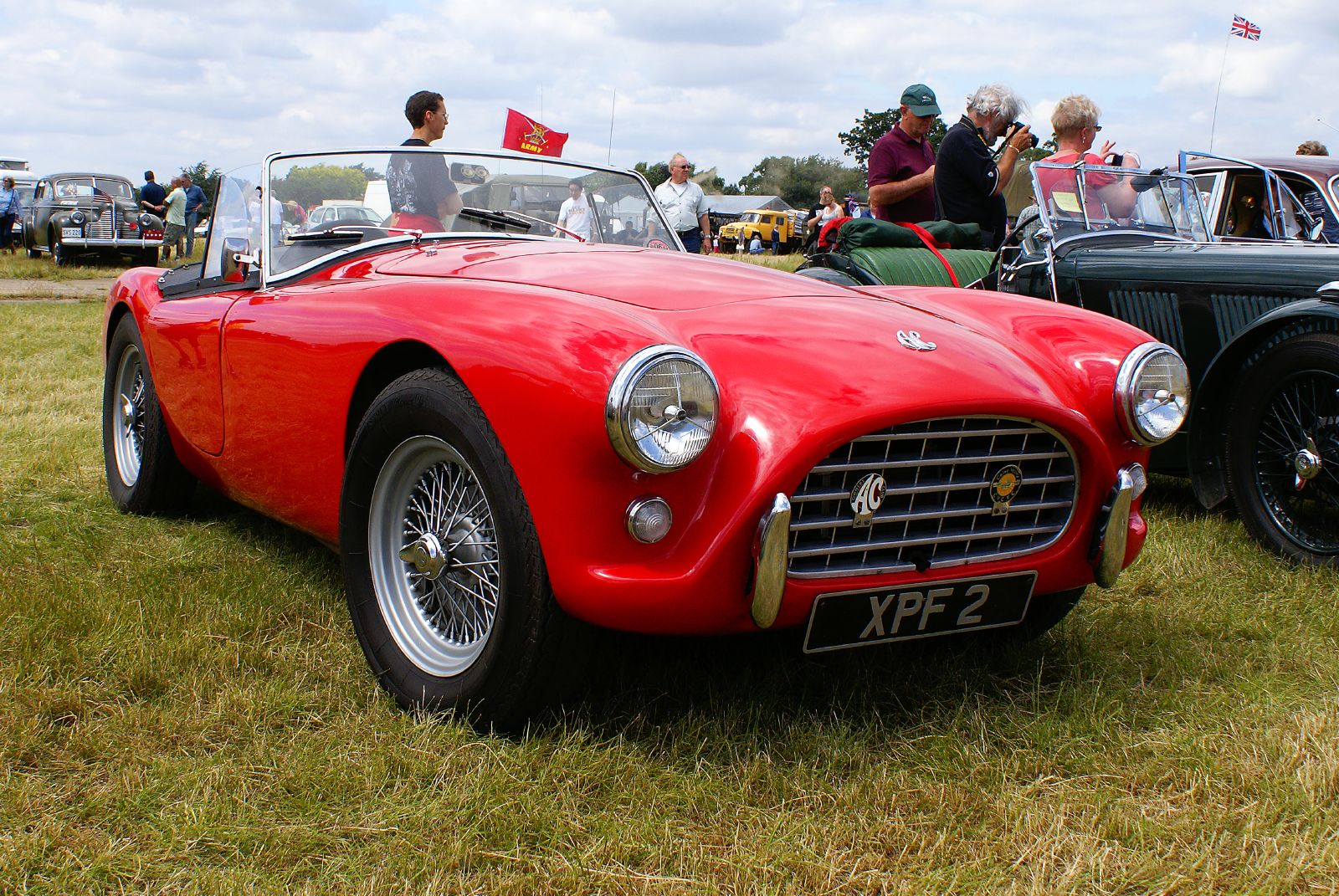
AC Ace de 1955

Apesar das qualidades dinâmicas e do baixo peso, o velho bloco AC 6 cilindros OHC de 2 litros com 30 anos, agora com 101cv (75KW), não consegue utilizar todo o potencial do moderno chassis. Segundo um teste da Motor Magazine de 1954, atingia 166 km/h (103 mph).

Em 1956, surge a nova motorização Bristol 6 cilindros em linha com 121cv (89 KW). Este bloco fornecido pela Bristol Cars era, de facto, o motor BMW 328 lançado em 1936 e adquirido pela Bristol em 1945. Conseguia atingir os 187km/h (116 mph) e acelerar em 9s 0-98 km/h (0-60 mph).

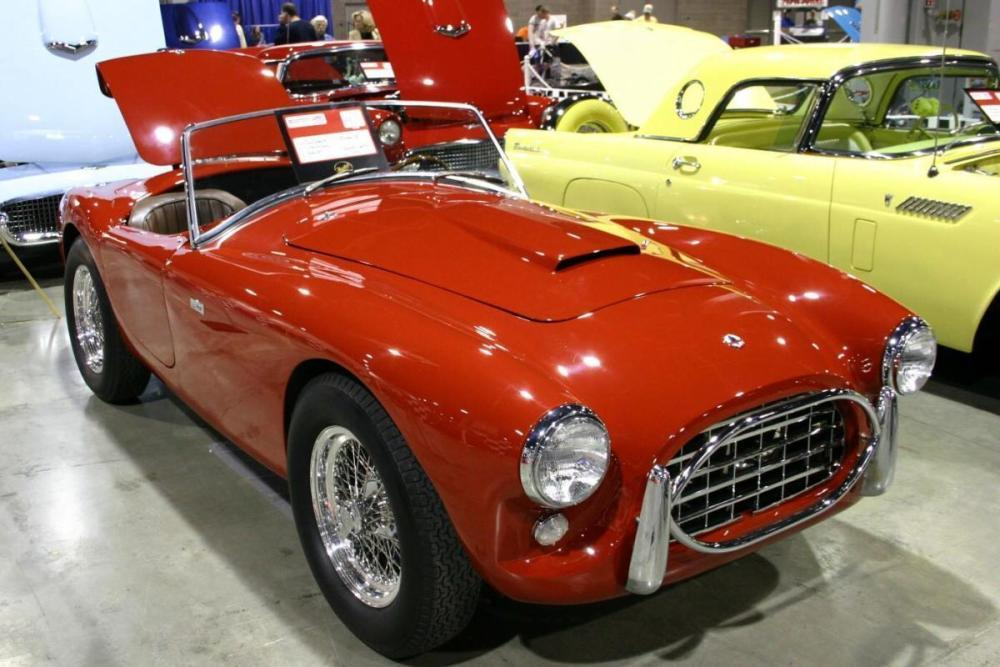
AC Ace Ford de 1961

Com o fim da produção do bloco Bristol, a AC recorre a um bloco Ford de 2,6 litros e 6 cilindros em linha, o mesmo que equipava o Ford Zephyr. O motor após algumas modificações, debitava 170 cv (127 KW) e conseguia 209 km/h (130 mph) de velocidade máxima e 8,1s 0-98 km/h (0-60 mph).
Mais tarde, o sucesso nas competições atraíria a atenção de Carroll Shelby para desenvolver o futuro AC Cobra a partir do chassis do Ace.

## AC Ace Zagato

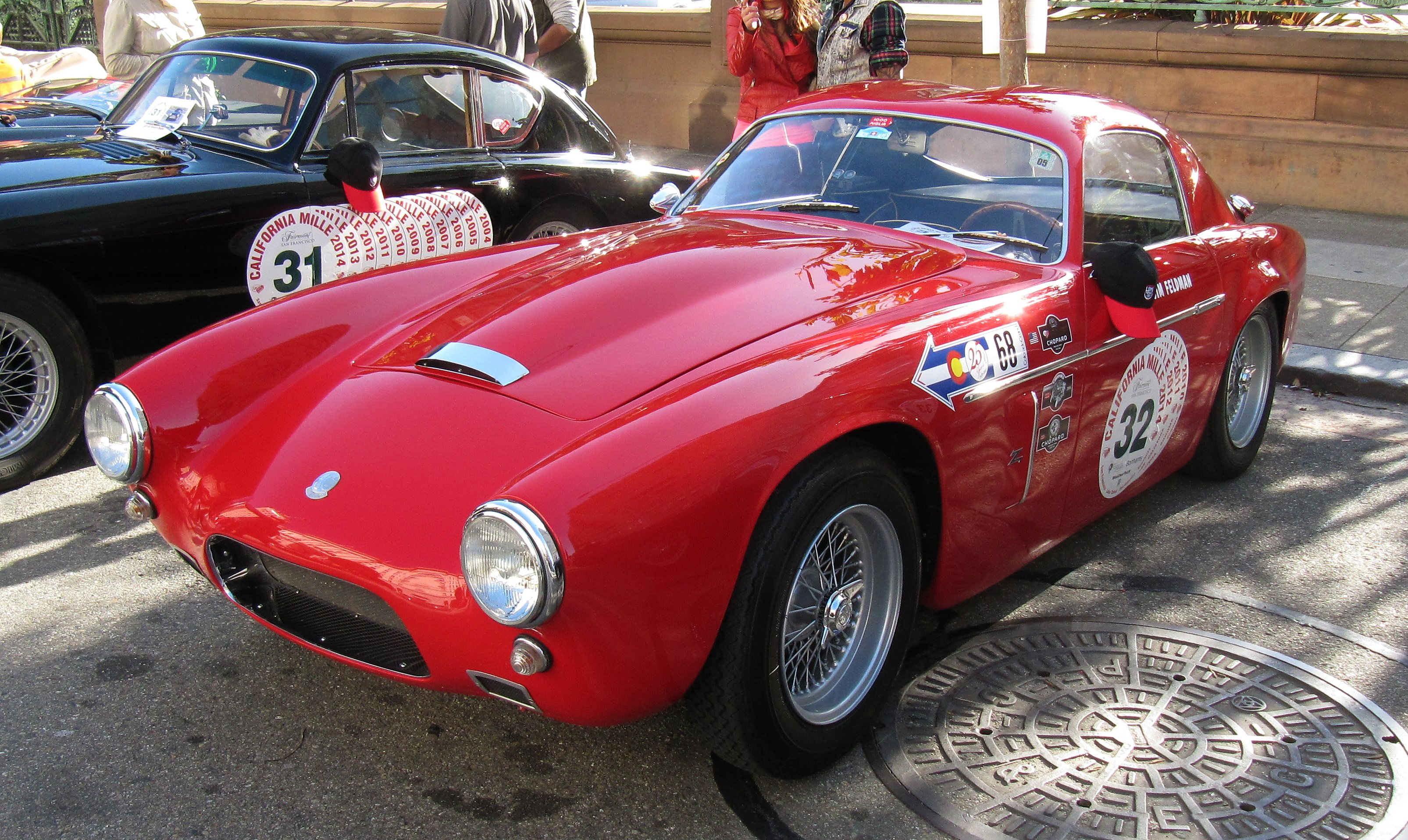
AC Ace Zagato

Em 1958, o chassis #BEX477 equipado de um motor Bristol foi enviado para a Suiça comprado por Humbert Patthey, um distribuidor local da AC. Patthey encomendou à Carrozeria Zagato um chassis diferente para o Ace para ser utilizado em provas locais e no rally de Pescara. Zagato desenvolveu um coupé com um tejadilho em dupla-bolha e um chassis de alumínio bastante leve. Este seria um modelo único "one-off".

## Especificações
Os diferentes blocos estavam disponíveis com diferentes taxas de compressão resultando motores com potências diversas.
| Motor              | Bloco                | Bloco                     | Alimentação          | Potência                   | Binário                        | Vel. Máx.          | 0–98 km/h (0–100 mph) |
| ------------------ | -------------------- | ------------------------- | -------------------- | -------------------------- | ------------------------------ | ------------------ | --------------------- |
| AC 2.0             | 6 cilindros em linha | 1991 cc (122 cu in) OHC   | 3 carburadores SU    | 85 cv (63 kW) às 4500 rpm  | 149 Nm (109 lb-ft) às 4500 rpm |                    |                       |
| AC 2.0             | 6 cilindros em linha | 1991 cc (122 cu in) OHC   | 3 carburadores SU    | 91 cv (67 kW) às 4500 rpm  | 149 Nm (109 lb-ft) às 4500 rpm |                    |                       |
| AC 2.0             | 6 cilindros em linha | 1991 cc (122 cu in) OHC   | 3 carburadores SU    | 101 cv (75 kW) às 5000 rpm | 163 Nm (120 lb-ft) às 5000 rpm | 166 km/h (103 mph) | 11.4s                 |
| Bristol 2.0        | 6 cilindros em linha | 1971 cc (120.3 cu in) OHV | 3 carburadores Solex | 105 cv (78 kW) às 4750 rpm | 142 Nm (104 lb-ft) às 4500 rpm |                    |                       |
| Bristol 2.0        | 6 cilindros em linha | 1971 cc (120.3 cu in) OHV | 3 carburadores Solex | 121 cv (89 kW)             | 167 Nm (123 lb-ft) às 6000 rpm | 187 km/h (116 mph) | 9s                    |
| Bristol 2.0 Zagato | 6 cilindros em linha | 1971 cc (120.3 cu in) OHV | 3 carburadores Solex | 121 cv (89 kW)             | 167 Nm (123 lb-ft) às 6000 rpm | 195 km/h (116 mph) |                       |
| Ford 2.6           | 6 cilindros em linha | 2553 cc (255.8 cu in) OHV | Carburador Zenith    | 100 cv (74 kW)             | 180 Nm (132 lb-ft) às 5500rpm  |                    |                       |
| Ford 2.6           | 6 cilindros em linha | 2553 cc (255.8 cu in) OHV | 3 carburadores SU    | 170 cv (127 KW)            | 209 Nm (154 lb-ft) às 5500rpm  | 209 km/h (130 mph) | 8,1s                  |

## Produção
| Versão        | Unidades |
| ------------- | -------- |
| 2.0 L AC      | 220      |
| 2.0 L Bristol | 463      |
| 2.0 L Zagato  | 1        |
| 2.6 L Ford    | 46       |

## Competição
O AC Ace participou nas 24 Horas de Le Mans entre 1957 e 1962. Conseguiu 10º lugar em 1957, o 8º lugar em 1958 e o 7º lugar em 1959.